# Deutsches Zentrum für Kinder- und Jugendrheumatologie
Das Deutsche Zentrum für Kinder- und Jugendrheumatologie in Garmisch-Partenkirchen, häufig auch Kinder-Rheumaklinik genannt, ist die größte Spezialklinik zur Behandlung von Kindern und Jugendlichen mit rheumatischen Erkrankungen und chronischen Schmerzsyndromen in Europa. Sie war bei ihrer Gründung die einzige Rheumakinderklinik.

## Geschichte
Die Kinder-Rheumaklinik in Garmisch entstand aus der Tuberkuloseheilstätte für Kinder, die Teil der Rummelsberger Anstalten war. Elisabeth Stoeber, eine damalige Oberärztin aus dem von Hauner'schen Kinderspital, übernahm 1950 die Leitung. Mit Hilfe von Mitteln aus dem Marshall-Plan konnte sie einen Umbau zur Kinderklinik mit einer Abteilung zur Behandlung von rheumakranken Kindern erreichen. Bei anfänglich deutlichen Finanzschwierigkeiten nahmen die Patientenzahlen jedoch deutlich zu, mit einer zunehmenden Verschiebung von der Tuberkulose hin zu rheumatischen Erkrankungen. Gegen Ende des Jahrzehnts wurden neben rheumatischem Fieber auch zunehmend Patienten mit Morbus Still und Juveniler Arthritis aufgenommen.

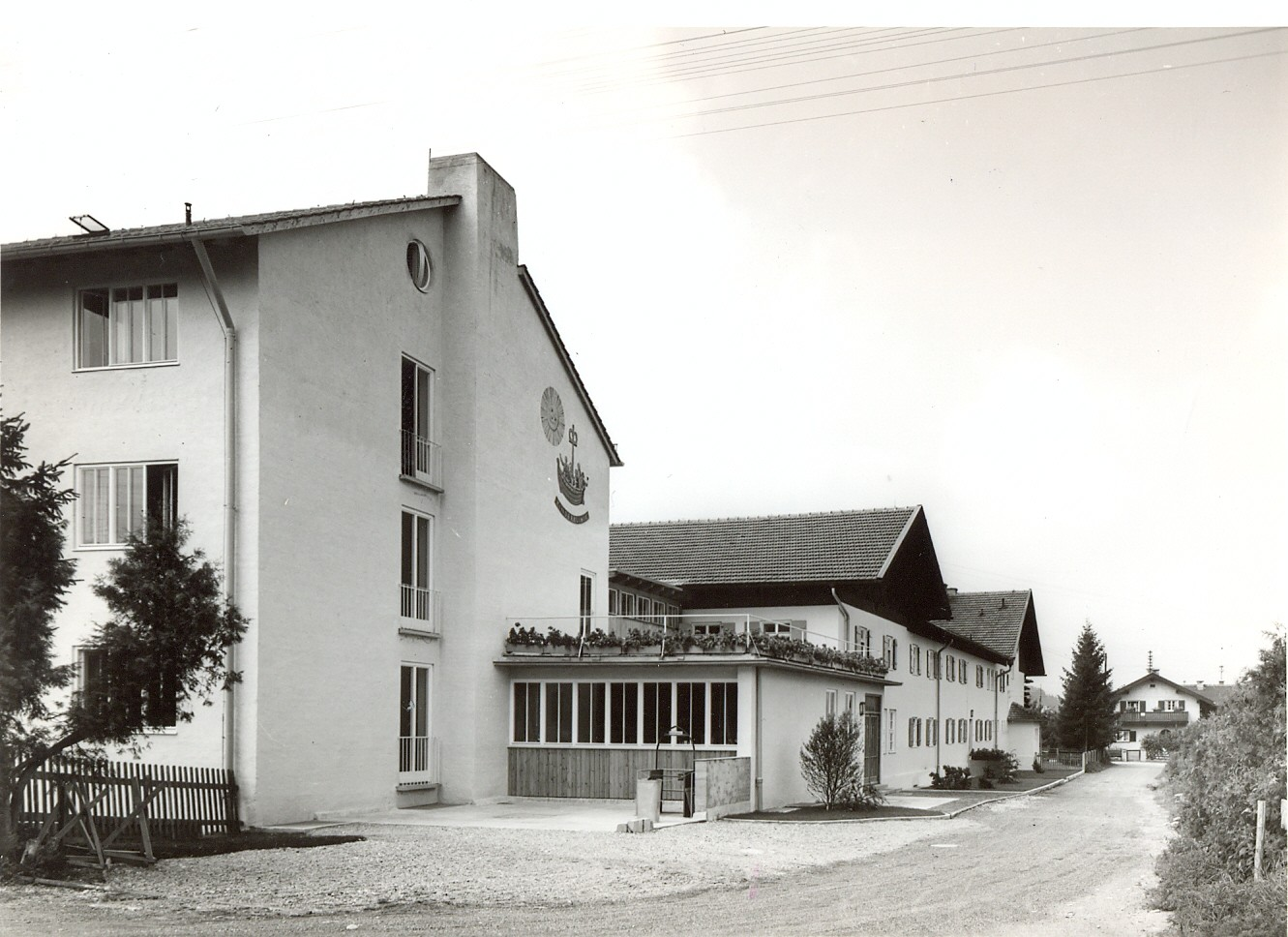
Die Kinderklinik der Inneren Mission in Garmisch-Partenkirchen mit neugebautem Rheumaflügel, etwa 1965

Mit Aufkommen von Kortikosteroiden und nichtsteroidalen Antirheumatika sowie zunehmenden Möglichkeiten in der Krankengymnastik entwickelte man im folgenden Jahrzehnt ein Programm zur Therapie der oft schwer eingeschränkten und gehbehinderten Kindern, ab 1952 begleitet von Schulunterricht für die häufig über mehrere Monate stationär aufgenommenen Kinder, der 1975 in eine staatliche Klinikschule mündete. Insbesondere durch Spenden aus verschiedenen Quellen, u. a. dem Lions-Club und anderen deutsch-amerikanischen Clubs, aber auch kirchlicher Einrichtungen wie der Inneren Mission konnten außerhalb des von den Krankenkassen vorgegebenen Finanzrahmens Behandlungsmöglichkeiten für rheumakranke Kinder geschaffen werden. 1969 konnte der Grundstein für einen Klinikneubau gelegt werden, so dass 1971 ein kompletter Klinikneubau mit rheumatologischer Ausrichtung, einschließlich Turnhalle und Übungsbad eröffnet wurde.
1975 übergab Elizabeth Stoeber die Leitung an ihren Nachfolger G. Kölle. Nach dessen frühzeitigem Tod 1978 übernahm 1979 der in Erlangen ausgebildete Professor für Kinderheilkunde Hans Truckenbrodt (* 4. Januar 1932 in Coburg) als Chefarzt die Kinder- und Rheumakinderklinik Garmisch-Partenkirchen. In den nächsten Dekaden wurde die Kinderrheumatologie als Teilgebiet der Pädiatrie zunehmend anerkannt, womit sich eine Konkurrenz zu Ambulanzen an Universitätskliniken entwickelte. Die Kinderrheumaklinik behielt in dieser Zeit ihren vor allem klinischen Schwerpunkt bei. Durch Umbauten wurde Platz für Krankengymnastik, Ergotherapie und eine Bäderabteilung geschaffen. Gleichzeitig wurde die soziale Betreuung erweitert durch Erwerb eines kliniknahen Hauses (der 'Villa') mit Übernachtungsmöglichkeiten für Eltern.
2004 lagerte man die allgemeine Kinderklinik aus in das neugebaute Klinikum Garmisch, die Leitung übernahm Hartmut Michels. Die Kinderrheumaklinik trägt seither den Titel 'Deutsches Zentrum für Kinder- und Jugendrheumatologie' (DZKJR). Seit 2002 wurde die Klinik in mehreren Bauabschnitten renoviert. 2009 übernahm Johannes-Peter Haas die ärztliche Leitung der Klinik. Nachdem die Rummelsberger Anstalten 2010 die Klinik zum Verkauf ausschrieben, überführte Haas mit Hilfe privater Investoren die Klinik in eine eigenständige gemeinnützige Trägerschaft.
Nach dem Ausscheiden der privaten Investoren wurde die Trägergesellschaft mit dem Eintritt des Evangelischen Diakonievereins Berlin-Zehlendorf e.V. im Jahr 2021 wieder in eine freigemeinnützige Gesellschaft überführt. Mit dem evangelischen Diakonieverein Berlin-Zehlendorf ist die Rheumakinderklinik bereits seit Anfang der 1990er-Jahre durch die Gestellung von Pflegekräften der Diakonischen Gemeinschaft eng verbunden.

## Aufbau der Klinik

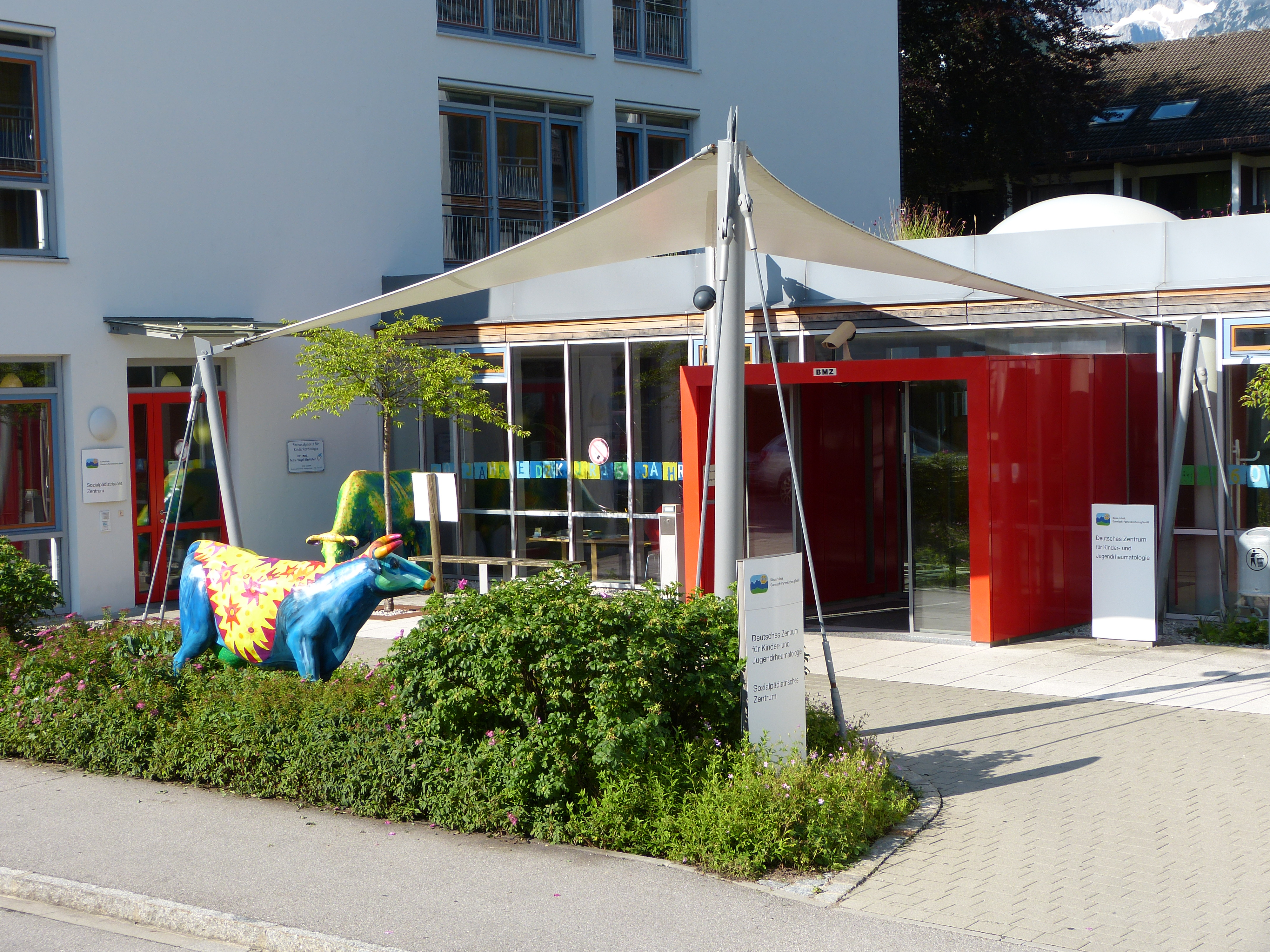
Das Deutsche Zentrum für Kinder- und Jugendrheumatologie heute

Die Kinderrheumaklinik behandelt Kinder und Jugendliche mit dem gesamten Spektrum der rheumatologischen Erkrankungen einschließlich Juvenile idiopathische Arthritis, aber auch Lupus, Juvenile Dermatomyositis, Sklerodermie und andere Bindegewebserkrankungen. Hauptsächlich werden die Patienten, die aus dem gesamten Bundesgebiet und Teilen Österreichs und Italiens stammen, stationär behandelt. Ein kleinerer Teil der Patienten wird aber auch ambulant behandelt. Die zweitgrößte Patientengruppe sind Kinder und Jugendliche mit chronischen Schmerzstörungen, die auf einer spezialisierten Station behandelt werden. Angegliedert an die Kinderrheumaklinik ist ein Sozialpädiatrisches Zentrum und eine kinderkardiologische Praxis.

## Das Garmischer Therapiekonzept
Die Grundlage des Garmischer Therapiekonzeptes ist der ganzheitliche Blick auf das Kind und den Jugendlichen als eigenständige Persönlichkeit. Dieses Konzept ruht auf fünf Säulen: Ärztliche Therapie, Pflegerische Therapie, Physikalische Therapie, Psychosoziale und pädagogische Therapie sowie die Klinikschule. Das Team erarbeitet dabei fachübergreifend ein ganzheitliches Behandlungskonzept. Mit individuellen Maßnahmen werden die Wechselwirkungen der unterschiedlichen Disziplinen für eine erfolgreiche Therapie optimal genutzt.

## Das Garmischer Schmerzkonzept
Die Behandlung von chronifizierten Schmerzen stellt ähnlich wie beim Erwachsenen auch im Kindes- und Jugendalter hohe Anforderungen an ein multidisziplinäres Team. Seit 2003 besteht eine spezialisierte Station für Schmerztherapie, wo die jugendlichen Patienten von einem Team aus Ärzten, Psychologen, Physiotherapeuten, Ergotherapeuten, spezialisierten Pflegekräften und Sozialpädagogen betreut werden. Die Therapie zielt auf Hilfe zur Selbsthilfe ab. Im Vordergrund stehen aktivierende Therapien.